# Ciclismo nos Jogos Olímpicos de Verão da Juventude de 2010 - Contrarrelógio masculino
A prova de contrarrelógio masculino do ciclismo nos Jogos Olímpicos de Verão da Juventude de 2010 foi realizada no dia 18 de agosto no Tampines Bike Park, em Cingapura. O evento consistiu de uma volta de 3,2 km. Embora não distribuísse medalhas, o evento contou pontos para a competição por equipes. 

## Resultados
A prova começou aproximadamente às 10:00 (UTC+8).
| Pos. | Cód. atleta | Nome                       | País              | Tempo final | Diferença | Pontos |
| ---- | ----------- | -------------------------- | ----------------- | ----------- | --------- | ------ |
| 1    | POR 3       | Rafael Reis                | POR Portugal      | 3:56.64     | ±0.00     | 1      |
| 2    | AUS 3       | Jay McCarthy               | AUS Austrália     | 3:59.63     | +2.99     | 4      |
| 3    | DEN 3       | Michael Andersen           | DEN Dinamarca     | 4:00.40     | +3.76     | 7      |
| 4    | KAZ 3       | Alexey Lutsenko            | KAZ Cazaquistão   | 4:04.76     | +8.12     | 10     |
| 5    | COL 3       | Brayan Ramírez             | COL Colômbia      | 4:05.58     | +8.94     | 12     |
| 6    | BEL 3       | Boris Vallée               | BEL Bélgica       | 4:06.68     | +10.04    | 14     |
| 7    | ITA 3       | Nicolas Marini             | ITA Itália        | 4:08.62     | +11.98    | 16     |
| 8    | BLR 3       | Kanstantsin Khviyuzau      | BLR Bielorrússia  | 4:08.84     | +12.20    | 18     |
| 9    | CAN 3       | Ryan Macdonald             | CAN Canadá        | 4:09.61     | +12.97    | 20     |
| 10   | POL 3       | Marek Kulas                | POL Polônia       | 4:09.64     | +13.00    | 22     |
| 11   | NED 3       | Friso Roscam Abbing Ijpeij | NED Países Baixos | 4:10.05     | +13.41    | 24     |
| 12   | NZL 3       | Denay Cottam               | NZL Nova Zelândia | 4:12.12     | +15.48    | 25     |
| 13   | ARG 3       | Facundo Lezica             | ARG Argentina     | 4:12.27     | +15.63    | 26     |
| 14   | CHI 3       | Edison Bravo               | CHI Chile         | 4:13.30     | +16.66    | 27     |
| 15   | JPN 3       | Koji Nagase                | JPN Japão         | 4:14.07     | +17.43    | 28     |
| 16   | ESP 3       | Alvaro Trueba              | ESP Espanha       | 4:15.25     | +18.61    | 29     |
| 17   | CZE 3       | Matěj Lasak                | CZE Chéquia       | 4:17.74     | +21.10    | 30     |
| 18   | MEX 3       | Ulises Castillo            | MEX México        | 4:17.82     | +21.18    | 30     |
| 19   | SUI 3       | Marc Schaerli              | SUI Suíça         | 4:19.00     | +22.36    | 30     |
| 20   | THA 3       | Sarawut Sirironnachai      | THA Tailândia     | 4:19.62     | +22.98    | 30     |
| 21   | RSA 3       | Jayde Julius               | RSA África do Sul | 4:19.85     | +23.21    | 30     |
| 22   | SLO 3       | Doron Hekič                | SLO Eslovênia     | 4:19.93     | +23.29    | 30     |
| 23   | INA 3       | Ongky Setiawan             | INA Indonésia     | 4:20.30     | +23.66    | 30     |
| 24   | BRA 3       | Guilherme Pineyrua         | BRA Brasil        | 4:24.03     | +27.39    | 30     |
| 25   | SIN 3       | Travis Joshua Woodford     | SIN Singapura     | 4:26.65     | +30.01    | 30     |
| 26   | ERI 3       | Haben Ghebretinsae         | ERI Eritreia      | 4:27.74     | +31.10    | 30     |
| 27   | CYP 3       | Eirinaios Koutsiou         | CYP Chipre        | 4:29.15     | +32.51    | 30     |
| 28   | HUN 3       | Ferenc Stubán              | HUN Hungria       | 4:31.31     | +34.67    | 30     |
| 29   | LAT 3       | Aleksandrs Kurbatskis      | LAT Letônia       | 4:31.92     | +35.28    | 30     |
| 30   | SRB 3       | Filip Pavlović             | SRB Sérvia        | 4:38.74     | +42.10    | 30     |
| 31   | ZIM 3       | Tyron Mackie               | ZIM Zimbabwe      | 4:57.99     | +1:01.35  | 30     |
| 32   | BOL 3       | Samuel Melgar              | BOL Bolívia       | 4:59.94     | +1:03.30  | 30     |